# Astragalus famatinae
Astragalus famatinae es una especie de planta del género Astragalus, de la familia de las leguminosas, orden Fabales.

## Distribución
Astragalus famatinae es una especie nativa de Argentina (Catamarca, La Rioja, Salta, San Juan y Tucumán).

## Taxonomía
Fue descrita científicamente por I. M. Johnston. Fue publicado en Journal of the Arnold Arboretum. 28: 393 (1947).